# La Galera, La Huacana
La Galera är en ort i Mexiko.   Den ligger i kommunen La Huacana och delstaten Michoacán de Ocampo, i den södra delen av landet, 280 km väster om huvudstaden Mexico City. La Galera ligger 534 meter över havet och antalet invånare är 106.
Terrängen runt La Galera är kuperad. Runt La Galera är det glesbefolkat, med 16 invånare per kvadratkilometer. Närmaste större samhälle är La Huacana, 8,3 km nordväst om La Galera. I omgivningarna runt La Galera växer huvudsakligen savannskog.